# Carmelo Cortés Lara
Carmelo Cortés Lara, conegut futbolísticament com a Melo (Mataró, 24 d'agost de 1983) és un futbolista català que juga de defensa.

## Trajectòria esportiva
Melo es va formar a les categories inferiors del CE Mataró, sent cedit durant una temporada al juvenil de la UDA Gramenet, que militava a la Divisió d'Honor. El 2002, en el seu primer any d'amateur, va fitxar per la UE Cerdanyola de Mataró de Primera Catalana.
L'estiu de 2003 va fitxar pel CE Premià, ascendint l'equip a Tercera Divisió l'any 2006. L'any 2007 Melo va esdevenir el capità del Premià.
Després de 7 temporades al Premià, Melo fitxa per la UE Cornellà, a les ordres de Quique Pérez Cabedo. En l'equip del Baix Llobregat, Melo es proclama màxim golejador del grup 5è de Tercera, tot i ser defensa. La majoria dels 20 gols que va marcar els va fer de penal i d'estratègia a pilota aturada.
L'estiu de 2011 Melo dona el salt a la Segona B, fitxant per la UE Sant Andreu